# Solaris Urbino 18 na świecie

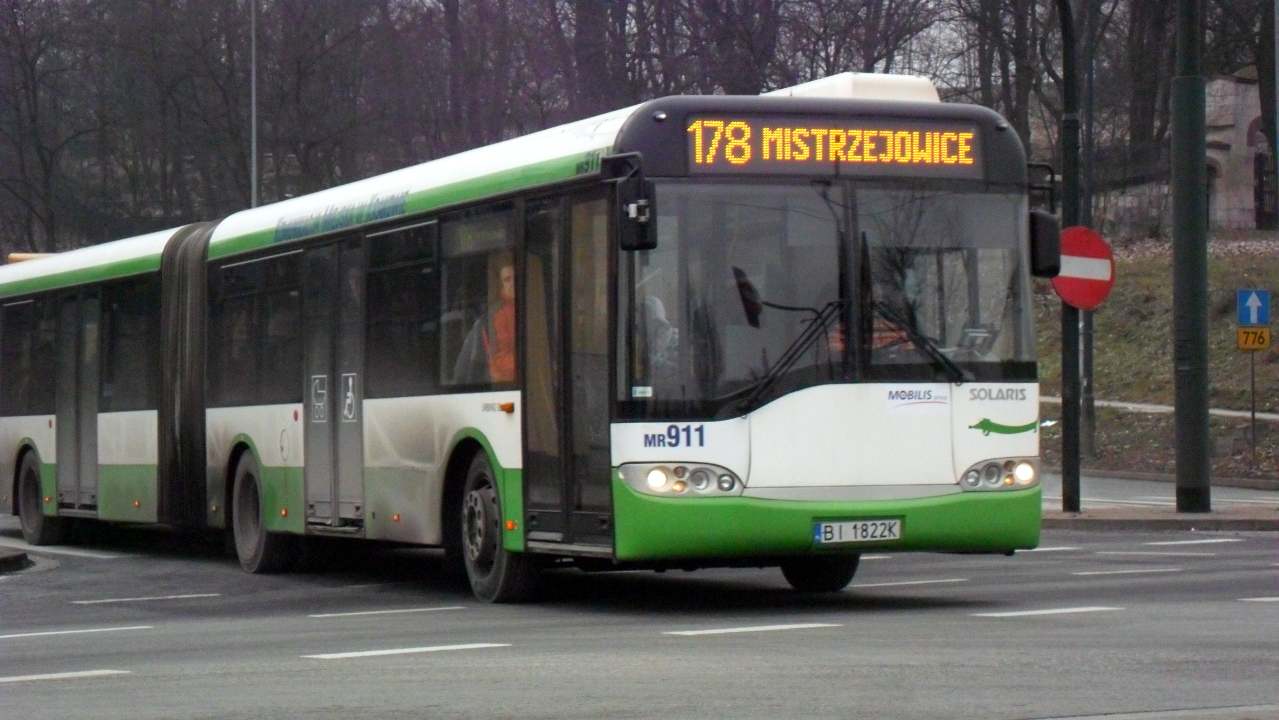
Solaris Urbino 18 drugiej generacji w barwach KPKM Białystok w Krakowie

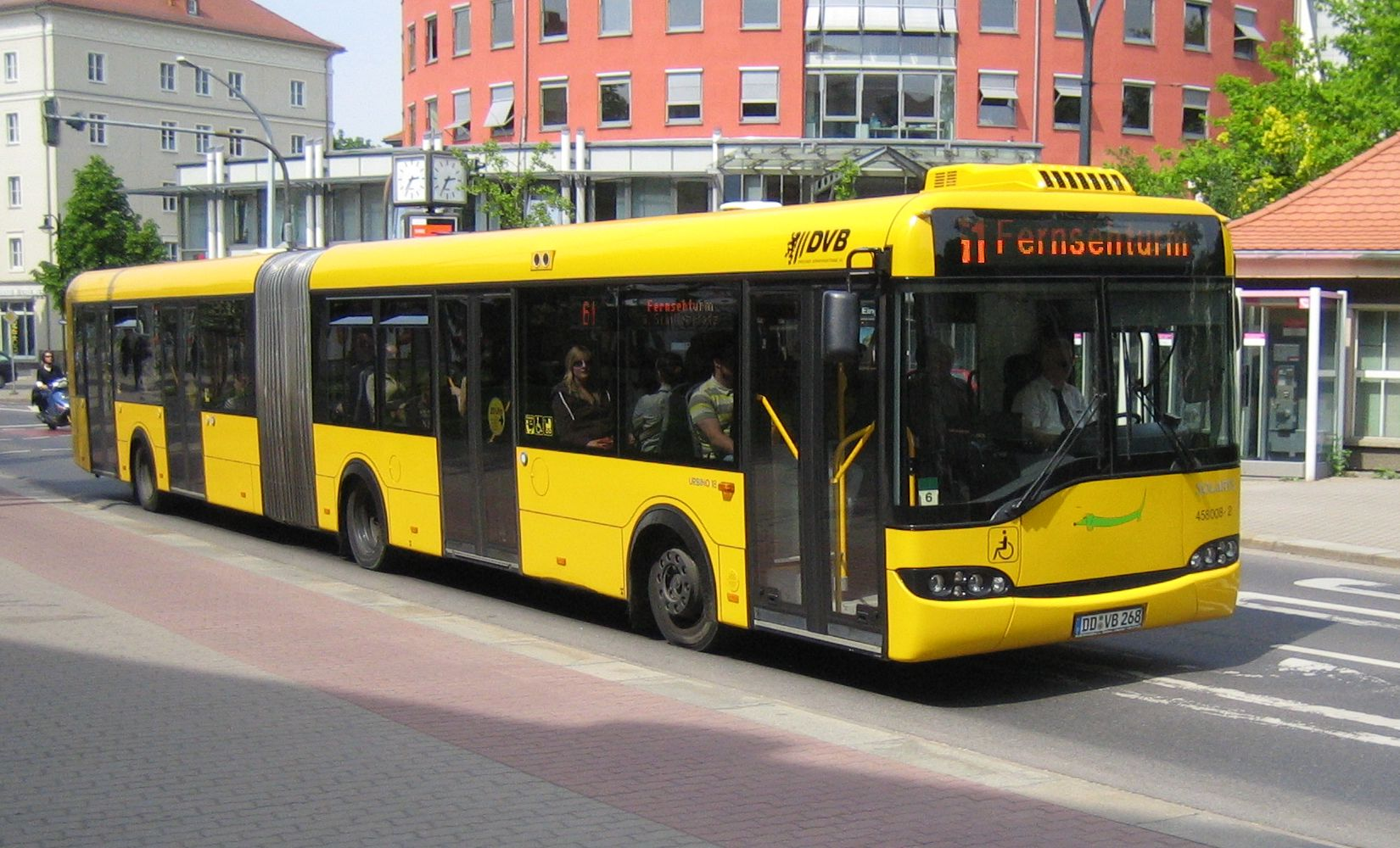
Solaris Urbino 18 drugiej generacji z 2004 roku w barwach DVB w Dreźnie

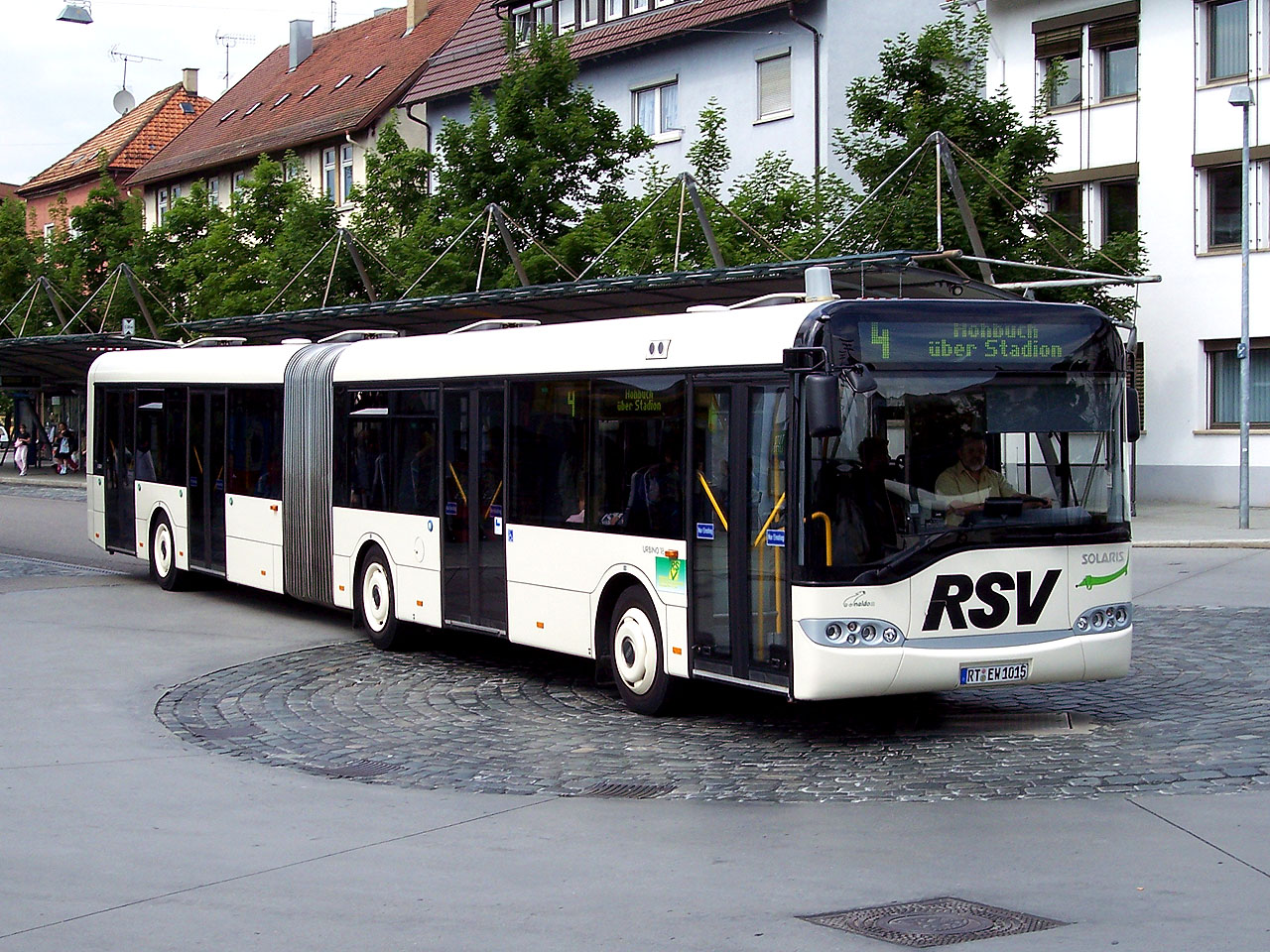
Solaris Urbino 18 drugiej generacji z 2004 roku z Reutlingen

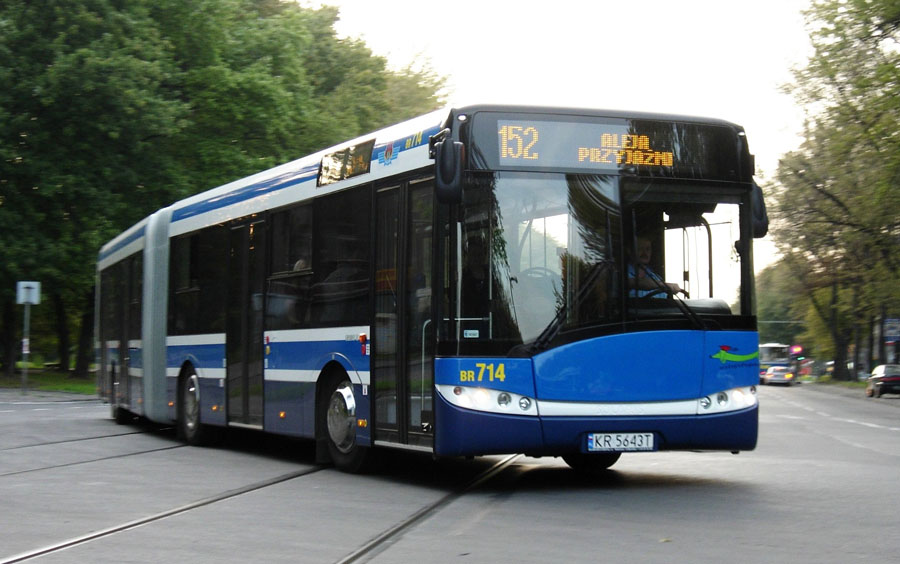
Jeden z pierwszych Solarisów Urbino 18 trzeciej generacji z 2005 roku w Krakowie

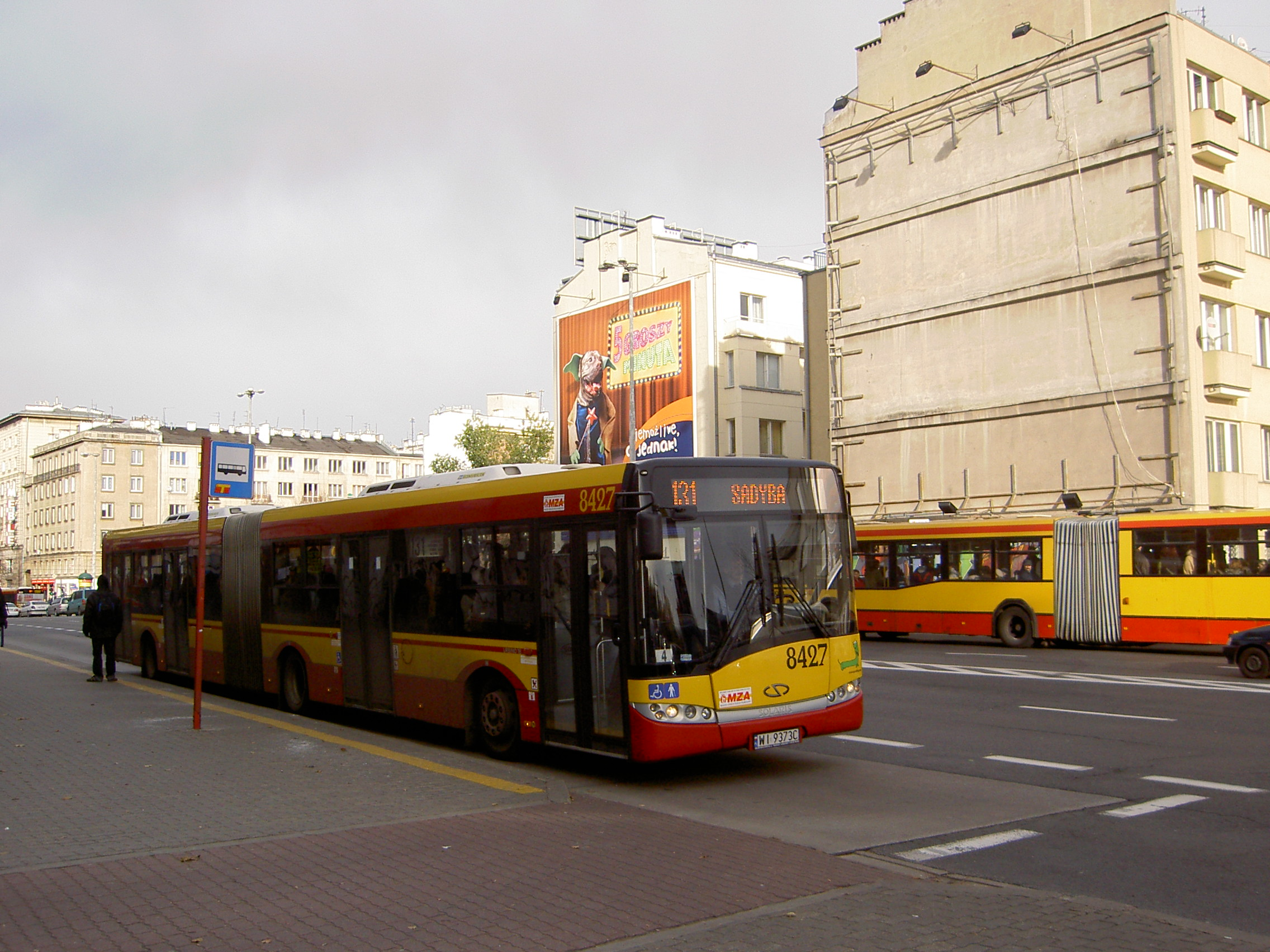
Solaris Urbino 18 trzeciej generacji z klimatyzacją z 2005 roku w Warszawie

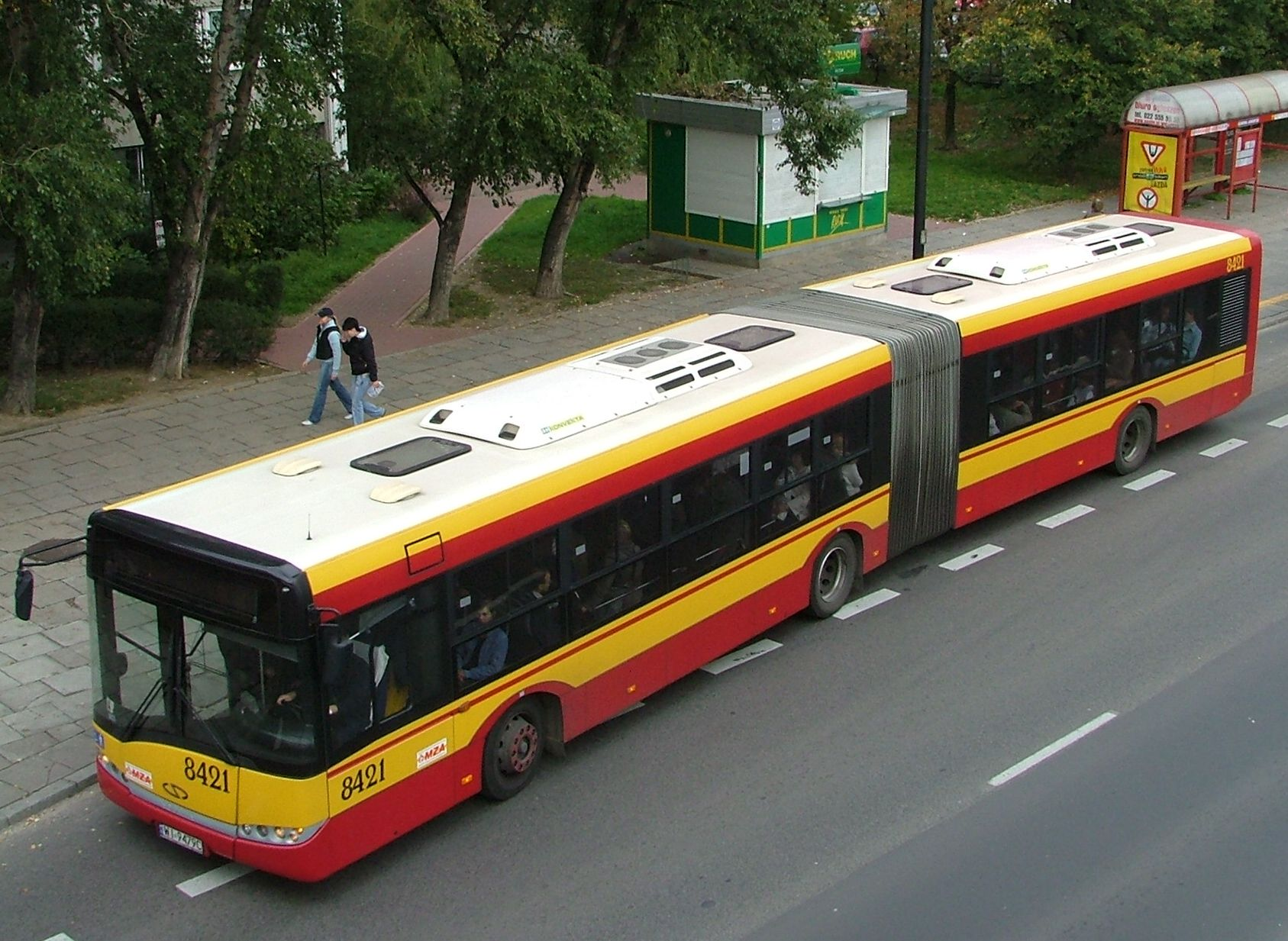
Solaris Urbino 18 trzeciej generacji z klimatyzacją z 2005 roku w Warszawie

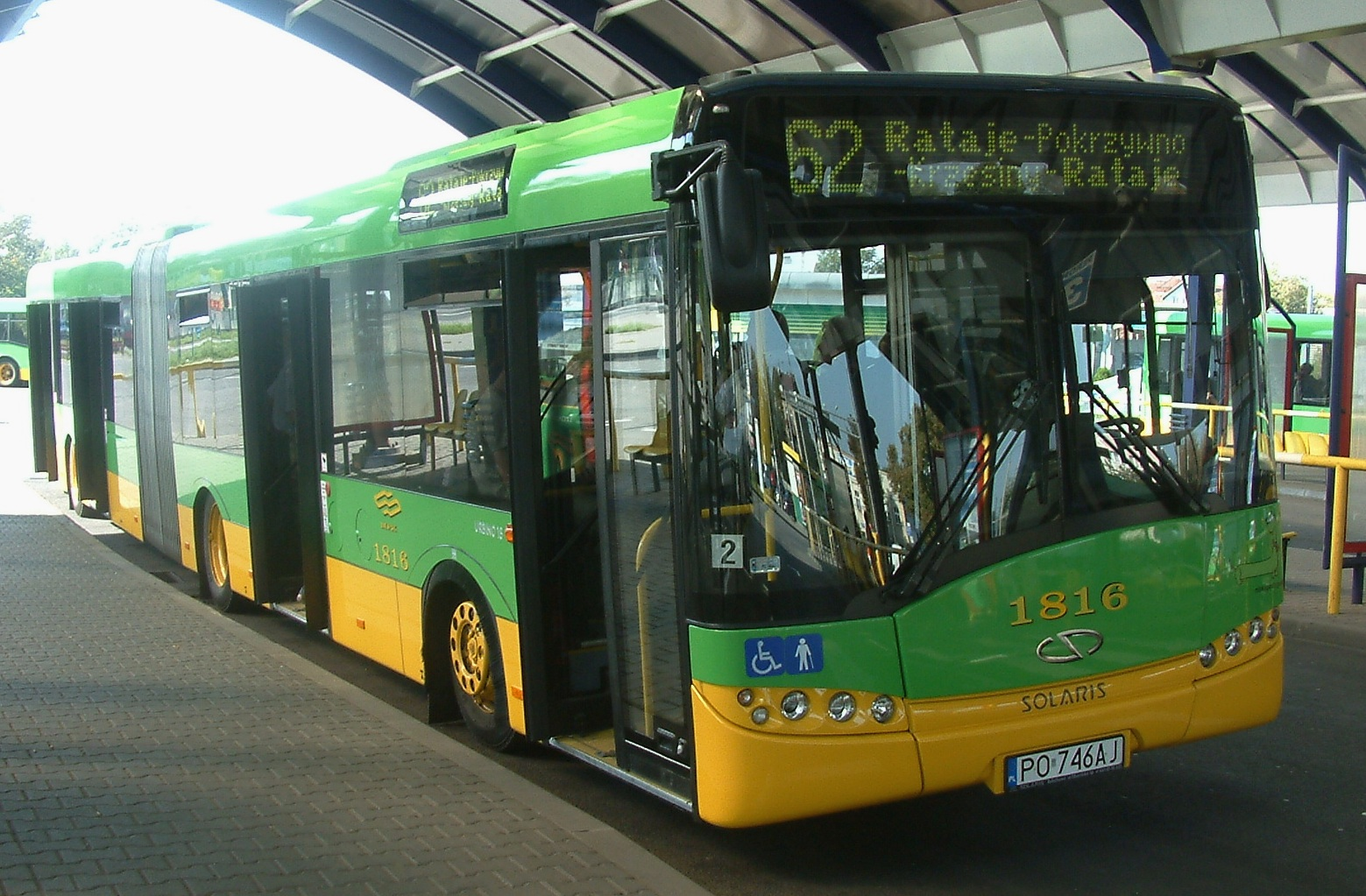
Solaris Urbino 18 trzeciej generacji z 2006 roku w Poznaniu

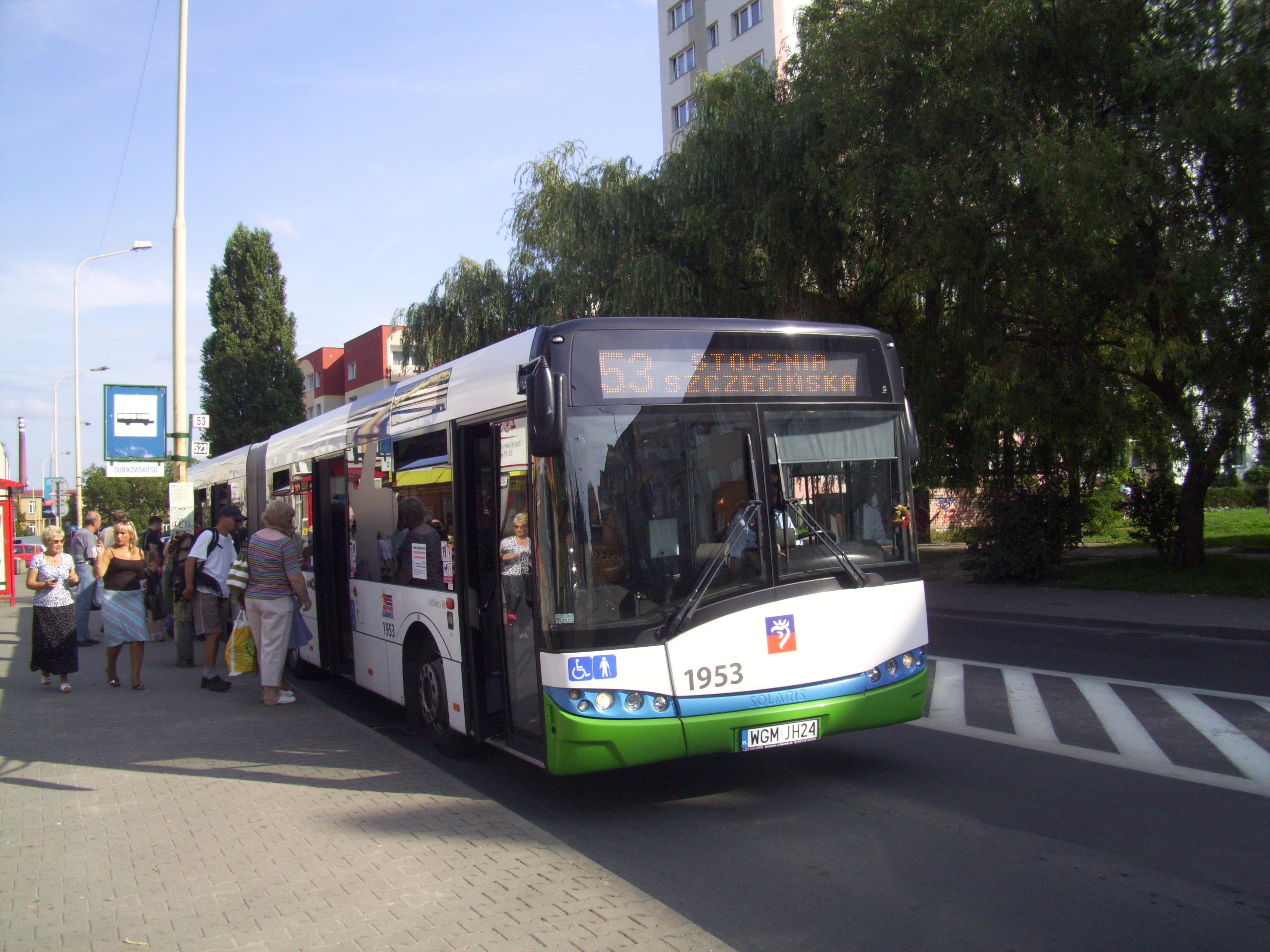
Solaris Urbino 18 trzeciej generacji z 2009 roku w Szczecinie

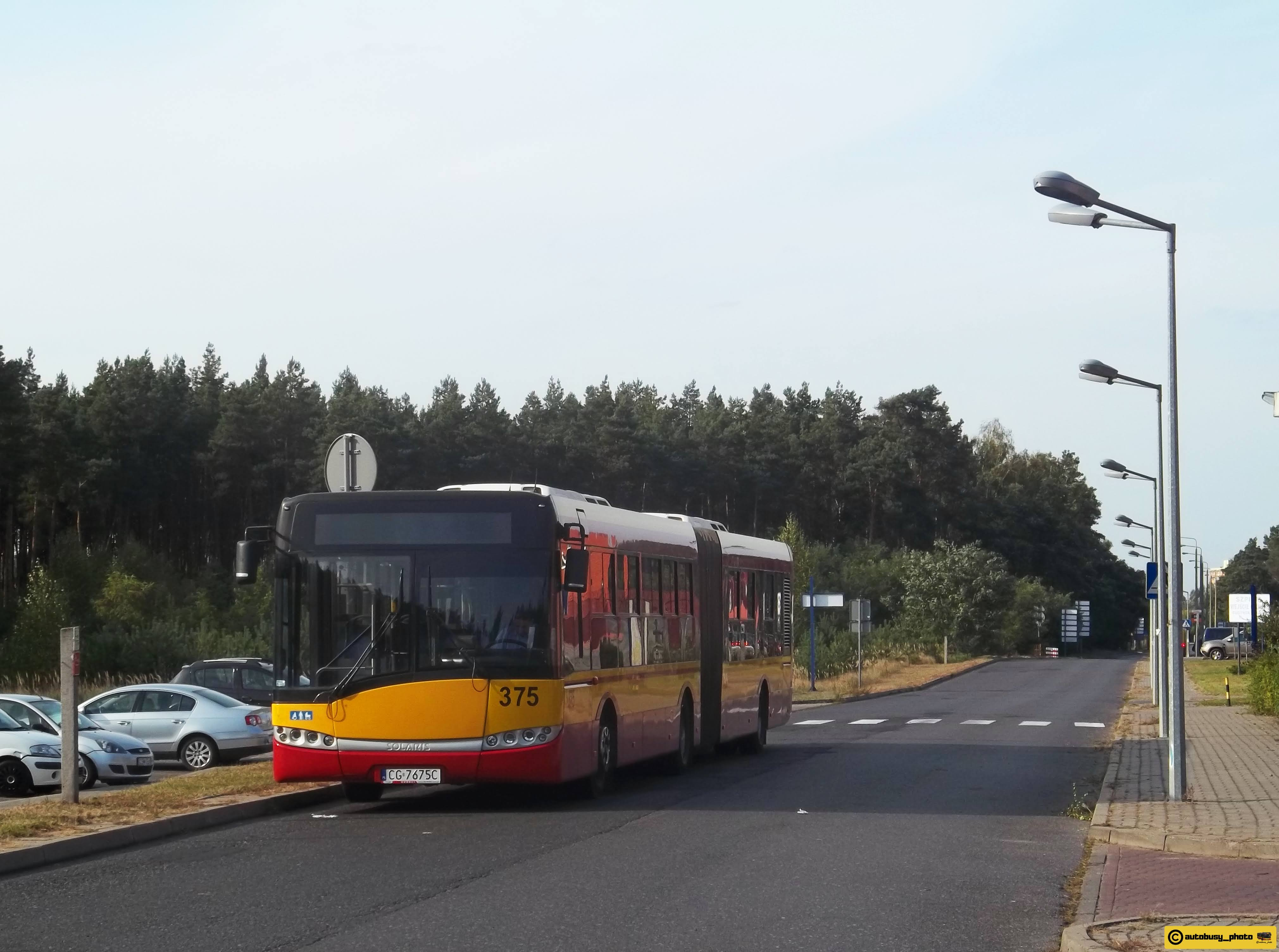
Solaris Urbino 18 trzeciej generacji z 2005 roku w Grudziądzu

Od 1999 roku autobusy Solaris Urbino 18 (trzech generacji) i Solaris Urbino 18 CNG (trzeciej generacji) trafiły w sumie do około 70 odbiorców na świecie, głównie w Polsce. Łącznie w liczbie około 1500 sztuk. Jest to drugi co do popularności model w historii przedsiębiorstwa Solaris Bus & Coach. Lepiej sprzedawał się jedynie model Solaris Urbino 12. Pozostałe autobusy znalazły dotychczas znacznie mniej odbiorców.